# Aos Olhos de Ernesto
Aos Olhos de Ernesto é um filme brasileiro de 2019, do gênero drama, dirigido por Ana Luíza Azevedo, a qual também assina o roteiro com Jorge Furtado. Conta a história de Ernesto (Jorge Bolani) um fotógrafo uruguaio que está perdendo sua visão devido a velhice.

## Sinopse
Ernesto é um fotógrafo uruguaio que aos poucos está perdendo sua visão por conta de sua idade avançada, porém ele tenta disfarçar esse problema pensando estar enganando a todos. Viúvo, ele está acostumado com uma vida silenciosa, longe de seu filho Ramiro (Júlio Andrade) e com visitas apenas de seu amigo Javier (Jorge D'Elía). Com a chegada de Bia (Gabriela Poester) ele, surpreendentemente, passa a enxergar que a velhice é mais do que pensa e nem tudo é negativo, assim ele passa a se divertir e lidar com seus sentimentos aos 70 anos de idade.

## Elenco
- Jorge Bolani com Ernesto
- Jorge D'Elía como Javier
- Gabriela Poester como Bia
- Júlio Andrade como Ramiro
- Glória Demassi como Lúcia
- Áurea Baptista como Cristina
- Kaya Rodrigues como Vânia
- Celina Alcântara como caixa do banco
- Janaína Kremer Motta como dona do restaurante
- Pedro Tergolina como vendedor

## Produção
O filme foi escrito em parceria entre Ana Luíza Azevedo e Jorge Furtado, o roteiro passou por laboratórios de construção de textos antes de ser terminado e teve consultoria de um escritor cubano, Senel Paz. Nora Goulart foi a produtora do filme e a companhia responsável pela produção foi a Casa de Cinema de Porto Alegre. Apesar de ser um filme brasileiro e que se passa no Brasil, o filme é protagonizado por um ator uruguaio, Jorge Bolani, e seu melhor amigo é interpretado pelo ator argentino Jorge D'Elía.
O protagonista é uma homenagem ao fotógrafo italiano Luigi Del Re, tendo sua história real como base para construção da ficção. O cenário também é composto em parte por itens do próprio fotógrafo, que compôs a decoração do apartamento onde se passa boa parte da história.

## Lançamento
Em 4 de outubro de 2019, foi exibido pela primeira fez no Busan International Film Festival, na Coreia do Sul. Em dezembro de 2019, foi selecionado no Festival do Rio para ser exibido na Mostra Première Brasil. O filme tinha previsão de estreia em abril de 2020 nos cinemas brasileiros, após uma rica temporada de exibições em festivais, onde foi premiado e elogiado. Porém, a pandemia fez com que a distribuidora mudasse os planos e lançando o filme em plataformas digitais de streaming e também em cinemas drive-in. Em 18 de julho de 2020, foi lançado em salas de cinema do Japão.[carece de fontes?]

## Recepção
As primeiras resenhas sugeriram que o filme teria uma classificação alta de aprovação entre os críticos, sendo considerado um dos melhores filmes brasileiros do ano de 2020. O roteiro de Ana Luíza Azevedo e Jorge Furtado foi bastante elogiado, assim como as atuações dos atores centrais da trama. Jorge Bolani recebeu prêmio de melhor ator no Festival de Cinema de Punta del Este.